# Beausoleil
Beausoleil [bósolej] (okcitánsky Bèu-Soleu) je město na jihu Francie v departementu Alpes-Maritimes v regionu Provence-Alpes-Côte d'Azur. Leží pod vrchy Mont Agel a Tête de Chien 10 km jihozápadně od Italských hranic a 13 km severovýchodně od Nice, v těsné blízkosti severní hranice Monackého knížectví. Město svým stylem náleží k Belle Époque. Je též známo jako Monte-Carlo-Supérieur (Horní Monte Carlo). Má přibližně 12 tisíc obyvatel.